# Ilgininkų miško dalis
Ilgininkų miško dalis este o arie protejată (sit de importanță comunitară — SCI) din Lituania întinsă pe o suprafață de 86 ha, integral pe uscat.

## Localizare
Centrul sitului Ilgininkų miško dalis este situat la coordonatele 54°02′20″N 23°41′14″E / 54.0389°N 23.6872°E.

## Înființare
Situl Ilgininkų miško dalis a fost declarat sit de importanță comunitară în martie 2004 pentru a proteja un număr necunoscut de specii din flora spontană și fauna sălbatică aflate în arealul zonei.

## Biodiversitate
Situată în ecoregiunea boreală, aria protejată conține 2 habitate naturale: Lacuri și iazuri distrofice naturale, Taiga vestică.
La baza desemnării sitului se află un număr nedeclarat de specii protejate.
Pe lângă speciile protejate, pe teritoriul sitului au mai fost identificate 1 specie de plante.